# リーキ閃石グループ
リーキ閃石グループ (Leakeite Group) とは、鉱物グループの1つである。

## 概要
リーキ閃石グループは、イノケイ酸塩鉱物の角閃石グループのサブグループであるソーダ角閃石サブグループに属する。名称はグラスゴー大学のバーナード・リーク (Bernard Elgey Leake) に因んでいる。
2012年の最新の定義に基づけば、リーキ閃石グループの基本的な化学組成は [A][Na2][M12+2M23+2Li](Si4O11)2W2 である。AにはNaかK、M1にはMgかFe2+、M2にはAlかFe3+かMn3+、Wには(OH)かFが入る。
リーキ閃石グループは、1997年の角閃石グループの改訂では名称の変更は無かったが、2012年の改訂では大幅に変更された。例えば2012年までリーキ閃石 (Leakeite) とされていた鉱物は、改訂で第二鉄リーキ閃石 (Ferri-leakeite) となっており、リーキ閃石は組成が再定義されている。また、2012年までコルン閃石 (Kornite) と呼ばれていた種は、リーキ閃石グループの中に入ってカリマンガンリーキ閃石 (Potassic-mangani-leakeite) と名称が変更された。カリマンガンリーキ閃石は、リーキ閃石グループで唯一マンガンを含んでいる。

## 種類
2012年現在、リーキ閃石グループには11種類の鉱物が定義されており、そのうち5種類が天然で発見されている。
| 英名                        | 和名                         | 組成                                  | 記載地           | 以前の名称             | 以前の名称     | 備考・出典 |
| 英名                        | 和名                         | 組成                                  | 記載地           | 2012年                 | 1997年         | 備考・出典 |
| --------------------------- | ---------------------------- | ------------------------------------- | ---------------- | ---------------------- | -------------- | ---------- |
| Ferri-fluoro-leakeite       | フッ素第二鉄リーキ閃石       | [Na][Na2][Mg2Fe3+2Li](Si4O11)2F2      | カザフスタン     | Fluoroleakeite         | （なし）       | [ 6 ]      |
| Ferri-leakeite              | 第二鉄リーキ閃石             | [Na][Na2][Mg2Fe3+2Li](Si4O11)2(OH)2   | インド           | Leakeite               | Leakeite       | [ 2 ]      |
| Ferro-ferri-fluoro-leakeite | フッ素第一鉄第二鉄リーキ閃石 | [Na][Na2][Fe2+2Fe3+2Li](Si4O11)2F2    | アメリカ合衆国   | Fluoro-ferroleakeite   | （なし）       | [ 7 ]      |
| Ferro-ferri-leakeite        | 第一鉄第二鉄リーキ閃石       | [Na][Na2][Fe2+2Fe3+2Li](Si4O11)2(OH)2 | （定義のみ）     | Ferro-leakeite         | Ferro-leakeite | [ 8 ]      |
| Ferro-fluoro-leakeite       | フッ素第一鉄リーキ閃石       | [Na][Na2][Fe2+2Al2Li](Si4O11)2F2      | （定義のみ）     | （なし）               | （なし）       | [ 8 ]      |
| Ferro-leakeite              | 第一鉄リーキ閃石             | [Na][Na2][Fe2+2Al2Li](Si4O11)2(OH)2   | （定義のみ）     | （なし）               | （なし）       | [ 9 ]      |
| Fluoro-leakeite             | フッ素リーキ閃石             | [Na][Na2][Mg2Al2Li](Si4O11)2F2        | スウェーデン     | Fluoro-aluminoleakeite | （なし）       | [ 10 ]     |
| Leakeite                    | リーキ閃石                   | [Na][Na2][Mg2Al2Li](Si4O11)2(OH)2     | （定義のみ）     | （なし）               | （なし）       | [ 3 ]      |
| Potassic-ferri-leakeite     | カリ第二鉄リーキ閃石         | [K][Na2][Mg2Fe3+2Li](Si4O11)2(OH)2    | 日本             | Potassicleakeite       | （なし）       | [ 11 ]     |
| Potassic-leakeite           | カリリーキ閃石               | [K][Na2][Mg2Al2Li](Si4O11)2(OH)2      | （定義のみ）     | （なし）               | （なし）       | [ 12 ]     |
| Potassic-mangani-leakeite   | カリマンガンリーキ閃石       | [K][Na2][Mg2Mn3+2Li](Si4O11)2(OH)2    | 南アフリカ共和国 | Kornite                | Kornite        | [ 5 ]      |

以下の表は、2012年の改訂で変更され、現在では存在しないリーキ閃石グループの名称である。
| 英名                   | 和名                     | 現在の鉱物名    | 現在の鉱物名     | 備考・出典 |
| 英名                   | 和名                     | 英名            | 和名             | 備考・出典 |
| ---------------------- | ------------------------ | --------------- | ---------------- | ---------- |
| Fluoro-aluminoleakeite | フッ素アルミノリーキ閃石 | Fluoro-leakeite | フッ素リーキ閃石 | [ 13 ]     |

## 日本産新鉱物
リーキ閃石グループの中で日本産新鉱物は、2001年に発見されたカリ第二鉄リーキ閃石 (Potassic-ferri-leakeite) が唯一存在する。カリ第二鉄リーキ閃石は、発見当時はカリリーキ閃石 (Potassic-leakeite) と呼ばれていたが、2012年の改訂により現在の名称となった。現在のカリリーキ閃石は別の鉱物に使われている名称である。